# Accident de Three Mile Island

L'accident nuclear de Three Mile Island es va produir el 28 de març de 1979 en la central nuclear de Three Mile Island. L'illa és situada sobre el riu Susquehanna al township de Londonderry, prop de Harrisburg, a l'Estat de Pennsilvània als Estats Units d'Amèrica. De resultes d'una cadena d'esdeveniments accidentals, el cor del reactor de tipus reactor d'aigua pressuritzada, anomenat TMI-2, es va fondre en part.
Aquest accident va ser classificat al nivell 5 de l'escala internacional d'accidents nuclears (INES).

## Cronologia

Esquema simplificat del funcionament de la unitat 2 del reactor de Three Mile Island

L'accident va començar per la pèrdua d'estanquitat del recinte del circuit d'aigua primària (2a barrera de protecció), una comporta de descàrrega del pressuritzador va quedar bloquejada en posició oberta. De resultes d'accions inadequades, el refredament del nucli del reactor ja no es va poder assegurar, suposant la fusió d'una part del combustible, és a dir la pèrdua de la 1a barrera de protecció. El recinte de confinament, 3a barrera, va fer perfectament el seu paper a excepció d'un lleuger rebuig radioactiu (limitat en importància i en durada).

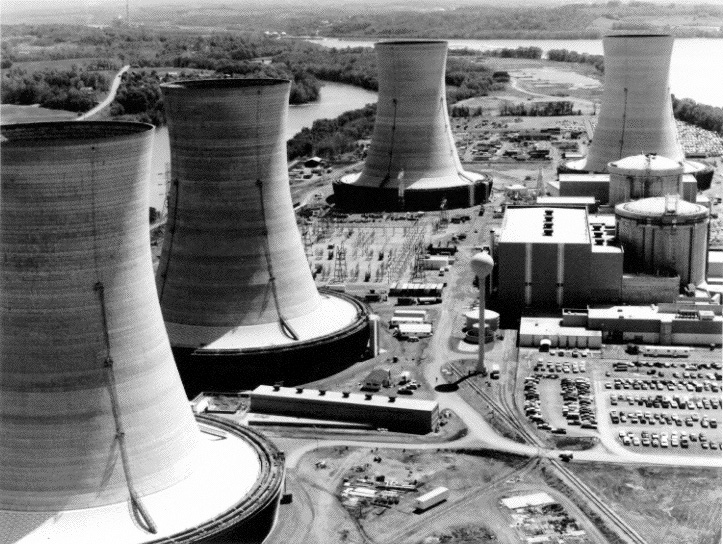
Central nuclear de Three Mile Island amb les seves 4 torres de refrigeració. Els reactors nuclears són a dins de les dues cúpules de formigó

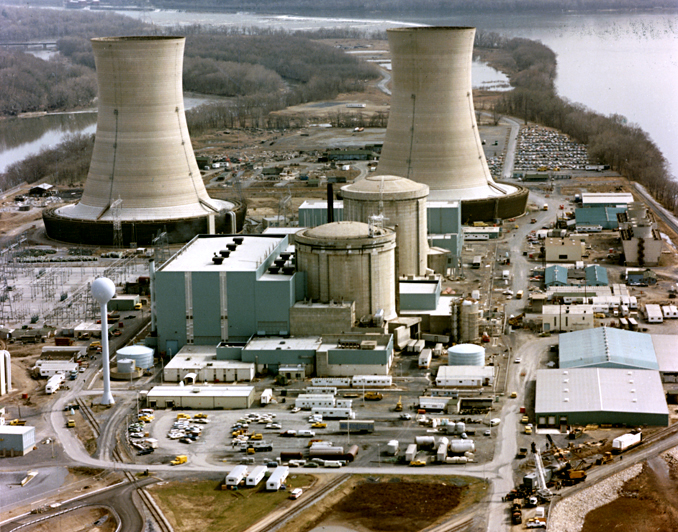
El reactor TMI-2, que va sofrir l'accident de fusió del cor, és al darrere

Quan sis anys més tard, va ser possible penetrar al recinte, una càmera introduïda en el vas va mostrar que una part significativa del combustible s'havia fos però que no havia travessat el vas, el corium es va estratificar en el fons del vas sense provocar cap explosió.

### Primers minuts de l'accident
Les bombes principals d'alimentació d'aigua del sistema de refredament secundari (o circuit secundari) van tenir una avaria cap a les 4 del matí (t = 0) el 28 de març de 1979. Aquesta avaria va modificar de manera instantània les condicions termodinàmiques en el generador de vapor, disminuint la seva capacitat per refredar el sistema de refredament primari (circuit primari). La pressió al circuit primari (que travessa el nucli del reactor) va augmentar llavors immediatament a causa de l'alça de temperatura. Per tal d'evitar que la pressió augmentés massa, la vàlvula de descàrrega del pressuritzador del circuit primari es va obrir automàticament (t = 3 s) després la turbina i el reactor van ser tallats automàticament (t = 8 s). Aquesta vàlvula llavors s'hauria hagut de tancar un cop baixada la pressió, però malgrat l'ordre automàtica de tancament no va ser el cas. Factor agreujant, els pilots dels operadors van mostrar la vàlvula en posició tancada (el pilot indicava de fet que l'ordre de tancament havia estat donada, però no que la maniobra havia estat realitzada). Per tant, la pressió va continuar disminuint al circuit primari, que es buidava per aquesta vàlvula que continuava estant oberta (pèrdua de la segona barrera de confinament.
La baixada de pressió al circuit primari va suposar l'arrencada automàtica del circuit d'injecció de seguretat (t = 2 min 01 s), encarregat de dirigir aigua al circuit primari. Tanmateix, al mateix temps que la pressió baixava, es formaven «buits» (vapor d'aigua) al vas i al circuit primari. Aquests buits van generar moviments d'aigua complexos que, paradoxalment, van omplir el pressuritzador d'aigua, de forma que el pressuritzador es trobava en aquest moment més fred que el vas per:
- la descarrega en vapor de les vàlvules primàries que havia refredat el pressuritzador per evaporació de l'aigua continguda, i
- la calor residual del nucli que feia pujar la temperatura de l'aigua present al vas.

A conseqüència d'aquesta desviació de temperatura, el posicionament en el punt alt del pressuritzador no va impedir que s'omplis d'aigua.
L'operador, amb la informació que el pressuritzador era ple, va concloure per error que tot el circuit primari ho era igualment i va parar manualment el circuit d'injecció de seguretat (t = 4 min 38 s). Poc temps després, l'aigua va començar a bullir a la sortida del nucli (t = 5 min 30s).
Paral·lelament, un altre problema havia aparegut en un altre lloc:
- El sistema de socors de refredament d'aigua dels generadors de vapor havia estat provat 42 hores abans de l'accident. En el moment d'aquest test, una comporta havia estat tancada, i havia de ser reoberta al final del test. Però aquesta vegada, per una negligència humana o administrativa, la comporta no va ser reoberta, impedint el sistema de refredament de socors de funcionar. La comporta tancada va ser finalment descoberta i va ser oberta manualment (t = 8 min 18 s), permetent al sistema de socors de funcionar correctament, de refredar els generadors de vapor i, per tant, el circuit primari.
- La barreja de vapor i d'aigua que s'escapava de la vàlvula del pressuritzador era dirigida cap a una reserva de descàrrega. Ara bé, al cap d'un cert temps (t = 14 min 48 s), aquesta reserva estava completament plena, portant a la ruptura els discos de descàrrega previstos per a aquesta situació. A partir d'aquest instant, el circuit primari es buidava directament al recinte de confinament (tercera i última barrera de confinament de la radioactivitat).

### Durant les hores que segueixen
Després de més d'una hora de lent augment de la temperatura i de buidat del circuit primari, les bombes del circuit primari van començar a tremolar perquè bombaven més vapor que aigua. Aleshores, es van tallar (t = 1h13 per a la primera, t = 1h40 per la segona), ja que la teoria preveia que la convecció natural permetria a l'aigua continuar circulant.
En realitat la circulació va ser quasi aturada per l'hidrogen ja entrampat als generadors de vapor, i l'evaporació de l'aigua del circuit primari es va accelerar més. En el mateix moment, la part alta del nucli va començar a emergir de l'aigua. La temperatura va afavorir la reacció entre el vapor i el revestiment en zirconi del combustible, formant dihidrogen, que degradava fortament la funda del combustible i que portava a deixar anar elements radioactius al circuit primari (pèrdua de la primera barrera de confinament).
Però en la sala de comandament els operadors van començar a reaccionar. Per entendre l'encadenament d'aquest accident, cal comprendre bé que els operadors eren pràcticament cecs (persones ofegades sota el flux d'alarmes) i no tenien mesura de comprendre el que passava (situació molt complexa, estrès, pressió, massa gent a la sala de comandament, etc.).
Es va tancar una comporta d'aïllament situada més avall de la vàlvula del pressuritzador, cosa que va parar finalment el buidat del circuit primari (t = 2h22). Llavors, els operadors van decidir igualment arrencar una bomba del circuit primari (t = 2h54) quan no devia quedar més que un metre d'aigua en el nucli: el moviment de barreja va degradar força els elements combustibles, en gran part emergits i extremadament calents (potser parcialment fossos).
La bomba va ser finalment parada (t = 3h12), i els operadors van decidir reobrir 5 minuts la comporta d'aïllament que tancava la vàlvula del pressuritzador. El circuit primari va tornar a buidar-se dins el recinte, però aquesta vegada amb aigua molt fortament contaminada, cosa que va posar en marxa les alarmes d'irradiació. Comprenent aleshores que el nucli s'havia degradat molt i que al circuit li faltava segurament aigua (i començant a comprendre la situació), els operadors van tornar a posar en servei la injecció de seguretat (t = 3h20), retornant el nucli, en part fos, sota l'aigua. Fent això, tenien el risc de generar una explosió de vapor o de provocar la ruptura del vas a causa del xoc tèrmic, però res de tot això no va succeir: el vas es va mantenir i el nucli va tornar a ser de nou sota l'aigua (t = 3h45), estabilitzant la situació.
El circuit d'injecció de seguretat enviava aigua a molt alta pressió al circuit primari, i va caldre, en les hores que van seguir (entre t = 5 h i t = 9 h), obrir i tancar de manera successiva la comporta d'aïllament per tal de mantenir una pressió acceptable (el que era el paper de la vàlvula que havia fallat). Això va portar encara a deixar anar centenars de metres cúbics d'aigua contaminada al recinte de confinament.
Últim esdeveniment principal (t = 9h50): l'hidrogen, generat per la reacció entre el vapor d'aigua i el zirconi del combustible després deixat anar al recinte de confinament, va explotar, però sense fer cap dany particular (l'únic indici d'aquest esdeveniment va ser la detecció d'un pic de pressió al recinte de confinament).
Durant les hores que van seguir, els operadors van tractar d'omplir el circuit primari d'aigua, cosa que va ser difícil, ja que grans quantitats d'hidrogen estaven entrampades en els punts alts dels generadors de vapor. Finalment, la situació es va estabilitzar, i les bombes del circuit primari es van tornar a posar en servei (t = 15h49). L'estat del reactor estava molt degradat, però permetia no obstant això refredar el combustible. Aquest combustible ha pogut ser utilitzat durant anys.

## Balanç
Anys d'estudis sobre sobre aquest accident han permès de descobrir que al final:
- Un 50% del nucli s'havia fos
- Un 20% s'havia dipositat en el fons del vas

Tot i malmesa, el vas no es va perforar i la part fosa del nucli hi ha restat al vas; igualment, malgrat deformacions importants i fusions parcials, les cubes internes no han estat destruïdes.
Malgrat la gravetat extrema de l'accident, malgrat aquest encadenament de fallades mecàniques, d'errors humans i de defectes de concepció, el recinte de confinament ha restat íntegre; l'expulsió de productes radioactius en el medi ambient ha estat així feble. És tanmateix difícil trobar xifres fiables per quantificar-lo (ja que no es van poder mesurar en el moment).
D'altra banda, aquest accident va portar els explotadors de centrals similars, tot i el nombre de diferències) a profundes reflexions. En efecte, contràriament a Txernòbil, l'accident de Three Mile Island (TMI) ha estat molt instructiu i ha permès fer avançar la seguretat, en particular de subratllar la importància de la «conducta per estat».
Els operadors de TMI disposaven de procediments per aplicar en funció d'un o altre incident (es parla de «procediments per esdeveniments»). S'ha vist que en situació real, no han pogut fer un diagnòstic i que això ha agreujat de fet la situació (detenció de la injecció de seguretat, nova arrencada de les bombes primàries amb un nucli emergit, etc.) Tots els procediments de conducta accidental han estat doncs vistos amb un enfocament totalment nou: no demanar més als operadors que comprenguin el que passa (ja que hi ha moltes probabilitats que s'equivoquin, per competents que siguin), però donar-los accions a fer en funció dels paràmetres de què disposen: pressió, temperatura, nivells d'aigua, taxes de radioactivitat o altres. És el que es diu «l'enfocament per estat», avui utilitzat en moltes centrals nuclears arreu del món.
En aquesta situació:
- el nucli malmès ha estat completament retirat del vas, incloent-hi les parts foses en el curs de l'accident;
- el recinte de confinament ha estat igualment netejat;
- la central és a l'espera d'una decisió sobre el seu esdevenir ulterior que podria eventualment ser un desmantellament complet, deixant el domini actual utilitzable.

Malgrat el que s'havia après, trenta anys més tard, el març de 2011, com a conseqüència d'un terratrèmol de forta magnitud (9,0), es produí un accident semblant a Okuma, Japó en la central nuclear de Fukushima Dai-ichi: a conseqüència de la fallada del sistema de refredament, tres nuclis es van fondre parcialment.